# Угрський договір
Угрський договір — мирний договір між Великим князівством Литовським і Великим князівством Московським, укладений на річці Угрі 1 вересня 1408 року, на якій війська обох держав зійшлись для вирішальної битви (стояння на Угрі). Простоявши в бойовій готовності на протилежних берегах, литовський князь Вітовт і його зять, великий князь московський Василь I, вирішили укласти мир. Угрский договір позначив завершення литовсько-московської війни 1406—1408 років.

## Наслідки
Відповідно до договору було остаточно встановлено кордони між двома князівствами у верхів'ї Оки та за річками Угра, Ресса та Бринь. Василь І визнавав перехід Смоленської землі та Верховських князівств до Великого князівства Литовского й обіцяв не підтримувати Свидригайла, хоч і відмовився його видати. До Великого князівства Московського переходила раніше спірна територія в басейні річки Жиздри з містами Козельськ, Любутськ і Перемишль (ставши уділом Володимира Хороброго).
Угрський договір дозволив Вітовту посилити домінування свого князівства в регіоні, збільшити вплив Литви на Новгород і Псков та полегшити боротьбу проти Тевтонським орденом. Після укладення Угрського договору Вітовт більше не воював зі своїм зятем, московським князем Василем І.